# علی یمین‌الملک
حاج میرزا سید علی یمین‌الملک از افراد مقام دار دوره قاجار است.
او که از خاندان حسابی تفرش بود، در دوران ناصرالدین شاه مناصب دیوانی داشت. ابتدا ملقب به «معزالسلطان» بود و بعد به «یمین‌الملک» ملقب شد. در کابینه عبدالحسین میرزا فرمانفرما وزیر مالیه شد. فرمانفرما در ابتدا به خواهرزاده خودش محمد مصدق وزارت مالیه را پیشنهاد داد که مصدق رد کرد. او در این رابطه می‌نویسد که: «امتناع من از گرفتن پست وزارت مالیه در محیط خانوادگی موجب رنجش گردید. از این جهت شاهزاده عبدالحسین میرزا فرمانفرما میرزا سیدعلی خان معزالسلطان (یمین الملک) حسابی را به مقام وزارت مالیه رسانید و شهرت داشت که مبلغی هم از او تعارف گرفته‌است.»
تنها فرزند ذکور یمین‌الملک عباس حسابی (معزالسلطنه) بود که در اواخر دوران قاجار تا اوان مشروطیت مشاغل دولتی داشت و بارها از طرف وزارت خارجه به مأموریت رفته بود و آخرین پست دولتی وی معاونت وزارت مالیه بود. از معزالسلطنه سه پسر برجای ماند: دکتر محمد حسابی، استاد دانشگاه تهران که در زمان حیات پدر فوت شد، پروفسور محمود حسابی، استاد دانشگاه تهران،به وجود آورنده بسیاری از اولین ها در ایران، شاگرد پروفسور فابری و سابقه همکاری با بسیاری از دانشمندان بزرگ جهان و مهدی فرهودی حسابی، کارمند عالی‌رتبه دولت. معزالسلطنه پنج دختر داشت.
قدیمی‌ترین نسخه باقی مانده از خاطرات تاج السلطنه دختر ناصرالدین شاه به خط حاج یمین‌الملک است که در سال ۱۳۳۲ قمری، یعنی مدت کوتاهی پس از نگارش خاطرات توسط تاج السلطنه، از روی نسخه اصلی استنساخ شده‌است.